# 2010年亞洲運動會皮划艇比賽
2010年亞洲運動會皮划艇比賽於11月13日至26日在广东国际划船中心舉行，分为两个类别：皮划艇静水和皮划艇激流回旋，共產生16枚金牌。

## 獎牌統計
| 排名 | 国家／地区  | 金牌 | 银牌 | 铜牌 | 總數 |
| ---- | ----------- | ---- | ---- | ---- | ---- |
| 1    | 中国（CHN） | 9    | 6    | 4    | 19   |
| 2    | 日本（JPN） | 3    | 3    | 6    | 12   |
| 3    | （UZB）     | 3    | 2    | 2    | 7    |
| 4    | 伊朗（IRI） | 1    | 1    | 1    | 3    |
| 5    | （KAZ）     | 0    | 4    | 3    | 7    |
| 6    | （KGZ）     | 0    | 0    | 1    | 1    |
| 總計 | 總計        | 16   | 16   | 17   | 49   |

## 各項成績

### 激流回旋
| 項目         | 金牌                          | 银牌                      | 铜牌                                          |
| 男子单人划艇 | 滕志强（中国）                | 羽根田卓也（日本）        | 陈芳佳（中国）                                |
| 男子单人皮艇 | 黄存光（中国）                | 矢泽一辉（日本）          | 冼锦彬（中国）                                |
| 男子双人划艇 | 中国（CHN） · 胡明海 · 舒俊榕 | 中国（CHN） · 陈飞 · 山宝 | （UZB） · 阿列克谢·祖巴列夫 · 阿列克谢·瑙姆金 |
| 女子单人皮艇 | 邹映影（中国）                | 李晶晶（中国）            | 山田亚沙妃（日本）                            |

### 静水
| 項目               | 金牌                                                                                    | 银牌                                                                                              | 铜牌                                                                                             |
| 男子1000米单人划艇 | 瓦季姆·梅尼科夫（）                                                                     | 沙胡·纳赛里（伊朗）                                                                               | 谢伟勇（中国）                                                                                   |
| 男子1000米单人皮艇 | 艾哈迈德-礼萨·塔利比安（伊朗）                                                          | 潘耀（中国）                                                                                      | 铃木康大（日本） · 亚历山大·帕罗尔（）                                                           |
| 男子1000米双人划艇 | （UZB） · 谢里克·米尔别科夫 · 格拉西姆·科奇涅夫                                         | 中国（CHN） · 黄茂兴 · 谢伟勇                                                                     | （KAZ） · 米哈伊尔·叶梅利亚诺夫 · 季莫费·叶梅利亚诺夫                                            |
| 男子1000米双人皮艇 | 中国（CHN） · 黄志鹏 · 徐海涛                                                           | （KAZ） · 亚历山大·叶梅利亚诺夫 · 阿列克谢·杰尔古诺夫                                             | 日本（JPN） · 水本圭治 · 渡边广树                                                                |
| 男子1000米四人皮艇 | （UZB） · 谢尔盖·博尔佐夫 · 维亚切斯拉夫·戈恩 · 阿列克谢·莫恰洛夫 · 阿列克谢·巴巴贾诺夫 | （KAZ） · 亚历山大·叶梅利亚诺夫 · 叶夫根尼·阿列克谢耶夫 · 德米特里·托尔洛波夫 · 叶夫根尼·叶戈罗夫 | 伊朗（IRI） · 艾哈迈德-礼萨·塔利比安 · 侯赛因·森卡伊·纳赛尔-阿巴德 · 法尔津·阿萨迪 · 阿明·布达吉 |
| 男子200米单人划艇  | 李强（中国）                                                                            | 亚历山大·佳丘克（）                                                                               | 阪本直也（日本）                                                                                 |
| 男子200米单人皮艇  | 松下桃太郎（日本）                                                                      | 周鹏（中国）                                                                                      | 阿列克谢·莫恰洛夫（）                                                                            |
| 男子200米双人皮艇  | 日本（JPN） · 水本圭治 · 松下桃太郎                                                     | （UZB） · 谢尔盖·博尔佐夫 · 阿列克谢·巴巴贾诺夫                                                   | 中国（CHN） · 胡永麟 · 王磊                                                                      |
| 女子200米单人皮艇  | 北本忍（日本）                                                                          | 周玉（中国）                                                                                      | 纳塔利娅·谢尔盖耶娃（）                                                                          |
| 女子500米单人皮艇  | 周玉（中国）                                                                            | 纳塔利娅·谢尔盖耶娃（）                                                                           | 北本忍（日本）                                                                                   |
| 女子500米双人皮艇  | 中国（CHN） · 于腊梅 · 王凤                                                             | 日本（JPN） · 北本忍 · 大村朱澄                                                                   | （KAZ） · 叶连娜·波多伊尼科娃 · 伊琳娜·波多伊尼科娃                                              |
| 女子500米四人皮艇  | 中国（CHN） · 王凤 · 吴亚男 · 任文君 · 于腊梅                                           | （UZB） · 克谢尼娅·普里列普斯卡娅 · 尤利娅·博尔佐娃 · 叶卡捷琳娜·舒宾娜 · 维多利亚·彼得里申娜     | 日本（JPN） · 柿崎史穗 · 大村朱澄 · 久野绫香 · 铃木祐美子                                        |